# Nina Lu
Nina Lu (* 18. September 2003 in Los Angeles, Kalifornien) ist eine chinesisch-US-amerikanische Schauspielerin. Bekanntheit erlangte sie durch ihre Rolle als Tiffany in der Serie Camp Kikiwaka.

## Leben
Lu begann ihre Karriere als Schauspielerin 2015 in der Serie Monstober. Von 2015 bis 2017 spielte sie als Tiffany eine Hauptrolle in der Disney-Channel-Serie Camp Kikiwaka. Lu hat eine ältere Schwester namens Macy und spricht fließend Chinesisch.

## Filmografie
- 2015: Monstober (Fernsehserie, 2 Episoden)
- 2015–2017: Camp Kikiwaka (Fernsehserie)